# Acacia dielsii
Acacia dielsii é uma espécie de leguminosa do gênero Acacia, pertencente à família Fabaceae.